# ساندور ناغي
ساندور ناغي (بالمجرية: Nagy Sándor)‏ (1988 بسولنوك في المجر - ) هو لاعب كرة قدم مجري في مركز الدفاع. لعب مع نادي فيرينتسفاروشي وPápai FC ‏ وGyirmót FC Győr ‏ ونادي كيكسكيميت.

## وصلات خارجية
- ساندور ناغي على موقع قاعدة بيانات كرة القدم.إي يو (الإنجليزية)
- ساندور ناغي على موقع Soccerway.com (الإنجليزية)